# یواس‌اس اس-۱۶ (اس‌اس-۱۲۱)
یواس‌اس اس-۱۶ (اس‌اس-۱۲۱) (به انگلیسی: USS S-16 (SS-121)) یک زیردریایی بود که طول آن ۲۳۱ فوت (۷۰ متر) بود. این زیردریایی در سال ۱۹۱۹ ساخته شد.